# Дивљак (филм)
Дивљак (енгл. The Wild One) је одметнички филм из 1953. године, са Марлоном Брандом у незаборавној улози Џонија Страбела, вође банде и младог делинквента, одевеног у кожну јакну на мотору У филму се појављује и Ли Марвин, као вођа супарничке банде. У овом нискобуџетном филму Брандо се појавио као „бунтовник без разлога“ две године пре Џејмса Дина у филму Бунтовник без разлога (1955).
Дивљак је темељен на краткој причи, "The Cyclists Raid" Франка Рунија која је објављена 1951. у издању часописа Harper's Magazine. Прича је после објављена у форми књиге као једна из серије у књизи The Best American Short Stories 1952.
Иако Џону у једном тренутку запрети Кату како би могао уништити њихов кафић тако брзо да не би ни схватили што им се догодило ако га не престану „боцкати“, бајкери су обично само у потрази за забавом, те не прете другима, иако је то виђено у каснијим филмовима о Хелс Ејнџелсима.

## Радња
Мотоциклистички клуб  Black Rebels Motorcycle Club (БРМЦ), банда коју је водио Џони Страблер, вози се у Carbonville у Калифорнији током трке мотоцикла и ствара проблеме. Члан банде, Пиџен, краде трофеј другог места (прво место је превелико да би га сакрили) и поклони га Џонију. Стјуарди и полицајци наређују им да оду.
Бициклисти се крећу у Wrightsville, у коме постоји само један старији, мирољубиви адвокат, шеф Хари Блекер, који одржава ред. Становници су нелагодни, али и спремни да се супротставе својим посетиоцима. Кад њихова промуклост натера Арт Клајнер-а да скрене и сруши свој аутомобил, он захтева да се нешто предузме, али Хари се нерадо понаша, што је слабост која се не губи на везницима.
Ова несрећа резултира да је банда морала да остане дуже у граду, пошто се један члан повредио од пада са мотоцикла. Иако младићи постају све незадовољнији, њихову банду с одушевљењем поздравља Харијев брат Френк, који води локални кафић, запошљавајући Харијеву кћер, Кејти и старијег Џимија.
У Франковом кафићу, Џони упознаје Кејти и пита је за плес који се одржава те вечери. Кејти га пристојно одбија, али  Џонијева мрачна, раздрагана личност видно је интригира. Када га Милдред, друга локална девојка, пита: "Против чега се буниш, Џони?", Он одговара "Шта имаш?" Џонија привлачи Кејти и одлучује да остане неко време. Међутим, када сазна да је она полицајчева ћерка, предомисли се. 
Касније долази супарничка бајкерска банда и њихов вођа, Чино, који мрзи Џонија. Чино открива да су две групе биле једна велика банда пре него што ју је Џони раздвојио. Када Чино узме Џонијев трофеј, њих двојица почињу борбу и Џони побеђује.
У међувремену, локални Чарли Томас тврдоглаво покушава да се вози, затим удара у паркирани мотоцикл и повређује Ћуфту, једног од Чинових бајкера. Чино извлачи Чарлија и води обе банде да преврну његов аутомобил. Хари интервенише и хапси Чина и  Чарлија, али када остали мештани подсете Харија да ће му Чарли у будућности стварати проблеме, он само води Чина у станицу.
Касније те ноћи неки чланови ривалске бициклистичке банде узнемиравају Дороти, оператора телефонске централе да оде, на тај начин нарушавајући комуникацију мештана, док БРМЦ отима Чарлија и смешта га у исту затворску ћелију где је и Чино, који је превише пијан да би отишао са банда.
Касније, док обе банде разарају град и застрашују становнике, неки бициклисти на челу са Грингом јуре и окружују Кејти, али Џони је спашава и одводи је на дугу вожњу по селу. Уплашена испрва, Кејти долази да види да је Џони заиста привлачи. Кад се она отвори према њему и затражи да пође с њим, он је одбија. Плачући она бежи. Џони одлази да је тражи. 
Арт то види погрешно и тумачи као напад. Грађани су их се заситили. Џонијев наводни напад на Кејти је био последња кап.  предвођени Чарлијем јуре и хватају Џонија и немилосрдно га пребијају, али он успева да побегне на свом мотору кад се Хари суочио с мафијом. Мафија га јури, али Џонија погађа бачено гвожђе и пада. Његов мотоцикл без возача удара и убија Џимија.
Шериф Стев Сингер стиже са својим заменицима и успоставља ред. Џони је првобитно ухапшен због Џимијеве смрти, а Кејти заступа у његово име. Видевши то, Арт и Франк иступају и сведоче да  Џони није био одговоран за трагедију, а  Џони им се није могао захвалити. Бајкерима је наређено да напусте жупанију, иако ће платити сву штету. Међутим, Џони се враћа сам у Wrightsville и поново посећује кафић како би се последњи пут опростио од Кејти. Прво покушава да сакрије понижење и понаша се као да одлази након што попије шољу кафе, али онда се враћа, искрено се смешка и даје јој украдени трофеј на поклон.

## Улоге
| Глумац        | Улога                    |
| ------------- | ------------------------ |
| Марлон Брандо | Џон Стаблер и приповедач |
| Мери Мерфи    | Кати Бликер              |
| Роберт Кит    | шериф Хари Бликер        |
| Ли Марвин     | Чино                     |
| Џеј К. Флипен | шериф Стју Сингер        |
| Пеги Мали     | Милдред                  |
| Хју Сандерс   | Чарли Томас              |
| Реј Тил       | ујак Франк Бликер        |

## Забрањен у Великој Британији
Како су га сматрали скандалозним и опасним, Британски одбор за филмску цензуру забранио је приказивање филма у Уједињеном Краљевству четрнаест година. Прво приказивање филма, пред углавном рокерском публиком, одржано је у тада славном Клубу 59 у Педингтону, Лондон.